# Emily McInerny
Pour les articles homonymes, voir McInerny.
Emily McInerny, née le 30 avril 1978 à Bendigo, est une joueuse australienne de basket-ball

## Club

### Autres
- 1994 - 1995 :  Australian Institute of Sport
- ? - ? :  Dandenong Rangers

## Palmarès

### Club
- Championnat WNBL en 2004, 2005

### Sélection nationale
- Championnat du monde de basket-ball féminin
  -  Médaille d'or du Championnat du monde 2006
  - Médaille d'argent aux championnats du monde junior 1997 au Brésil
- autres
  - Médaille d'or des Jeux du Commonwealth 2006

### Distinction personnelle
- Élue meilleure défenseur de WNBL de l'année 1998, 1999, 2001, 2002, 2004, 2005, 2006, 2007, 2008[1].